# Frank Cameron Jackson

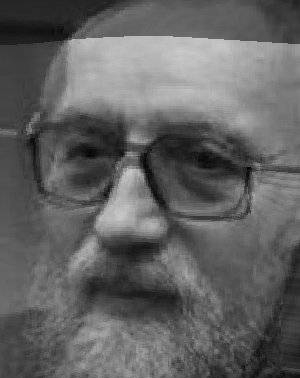
Frank Cameron Jackson

Frank Cameron Jackson (1943) is een Australisch filosoof en professor aan de Australische Nationale Universiteit (ANU). Zijn onderzoek concentreert zich voornamelijk op de filosofie van de geest, epistemologie, metafysica en meta-ethiek. 

## Levensloop
Zijn vader, Allan Cameron Jackson, was ook filosoof en een student van Ludwig Wittgenstein. Jackson studeerde wiskunde en filosofie aan de Universiteit van Melbourne en promoveerde in de filosofie aan de La Trobe Universiteit.
Hij gaf een jaar les aan de Universiteit van Adelaide in 1967. In 1978 werd hij professor in de filosofie aan de Monash Universiteit. In 1986 stapte hij over naar de Australische Nationale Universiteit (ANU) en werd daar professor in de filosofie en hoofd van het filosofieprogramma in de onderzoeksschool voor de sociale wetenschap. Hij was hier verder van 1998 tot 2001 Directeur van het Institute of Advanced Studies. Sinds 2003 werkt hij een half jaar per jaar aan de Princeton-universiteit.
Jackson is in 2006 onderscheiden met de Orde van Australië voor zijn bijdrage aan de filosofie en de sociale wetenschap als academicus, bestuurder en onderzoeker. In 1995 verzorgde hij de John Locke lessen aan de Universiteit van Oxford. Zijn vader verzorgde deze in 1957-58. Dit maakte hen tot de eerste vader en zoon, die dit presteerden.

## Publicaties
Boeken:
- 1977, Perception: A Representative Theory, Cambridge, Cambridge University Press.
- 1987, Conditionals, Basil Blackwell.
- 1996, The Philosophy of Mind and Cognition, met David Braddon-Mitchell, Basil Blackwell.
- 1997, From Metaphysics to Ethics, Oxford University Press.
- 1998, Mind, Method, and Conditionals: Selected Essays, Routledge.

Artikelen (selectie):
- 1986, What Mary didn't know, Journal of Philosophy, 83, S. 291-295.
- 1982, Epiphenomenal Qualia in: Philosophical Quarterly, 32, S. 127-136.